# 水蛇座π
水蛇座π，又名CP-68 126，HD 14141、SAO 248518、HR 667，是水蛇座的一颗恒星，视星等为5.55，位于銀經291.57，銀緯-47.42，其B1900.0坐标为赤經2h 12m 9s，赤緯-68° -47.42′ 30″。